# Alexander Wolfe
Axel Tischer (Dresda, 5 novembre 1986) è un wrestler tedesco.
Tischer è noto per i suoi trascorsi in WWE dal 2015 al 2021, dove ha lottato anche nel territorio di sviluppo di NXT vincendo una volta l'NXT Tag Team Championship (con Eric Young).

## Carriera nel wrestling

### Circuito indipendente (2004–2015)
Tischer iniziò la sua carriera da wrestler all'età di 13 anni nella sua città natale, Dresda. Tischer ha debuttato nel 2004 e ha combattuto per la maggiore nei circuiti indipendenti europei come la German Stampede Wrestling, la German Wrestling Federation e la Westside Xtreme Wrestling. Nel 2012 ha sconfitto El Generico vincendo il wXw Unified World Wrestling Championship, detenendolo per circa un anno prima di perderlo contro Tommy End.

### WWE (2015–2021)

#### NXT(2015–2018)
Nell'aprile 2015 Tischer ha firmato con la WWE ed è stato mandato nel centro di allenamento della federazione, il WWE Performance Center. Tischer ha fatto il suo debutto nella puntata di NXT del 15 luglio 2015 dove è stato sconfitto da Samoa Joe. Nell'agosto del 2015, Tischer ha cambiato nome in Alexander Wolfe.
Nel 2016 Wolfe si è alleato con Sawyer Fulton e i due si sono uniti alla stable chiamata SAnitY, che includeva anche Eric Young e Nikki Cross. Dopo una serie di criptiche vignette, il 4 ottobre 2016 i SAnitY hanno annunciato che avrebbero preso parte alla seconda edizione del torneo Dusty Rhodes Tag Team Classic, senza però annunciare i partecipanti della stable. Il gruppo ha fatto il suo debutto il 12 ottobre a NXT dove Wolfe e Fulton hanno sconfitto Bobby Roode e Tye Dillinger negli ottavi di finale del torneo. Il 2 novembre Wolfe e Fulton sconfiggono Kota Ibushi e TJ Perkins nei quarti di finale del torneo. Tuttavia, il 9 novembre, Wolfe e Fulton sono stati eliminati in semifinale dai TM-61. Nella puntata di NXT del 30 novembre Fulton è stato cacciato dalla stable da Eric Young. Il suo posto è stato preso da Damian O'Connor dopo aver attaccato No Way Jose. Il 18 novembre O'Connor ha cambiato nome in Killian Dain e si è ufficialmente unito alla stable dopo aver attaccato Tye Dillinger e aver accettato la giacca di Fulton. Nella puntata di NXT del 7 dicembre Young e Wolfe hanno sconfitto No Way Jose e il Cruiserweight Champion Rich Swann (appartenente al roster di Raw). Nella puntata di NXT dell'8 febbraio Wolfe e Dain hanno sconfitto facilmente i Bollywood Boyz. Nella puntata di NXT del 22 marzo il Six-man Tag Team match tra Young, Dain e Wolfe contro Roderick Strong, No Way Jose e Tye Dillinger è terminato in doppia squalifica. Il 1º aprile, a NXT TakeOver: Orlando, i SAnitY hanno sconfitto Tye Dillinger, Roderick Strong, Kassius Ohno e Ruby Riot. Nella puntata di NXT del 21 giugno Young e Wolfe hanno sconfitto gli Ealy Brothers (Gabriel Ealy e Uriel Ealy). Nella puntata di NXT del 5 luglio Wolfe e Dain hanno sconfitto Hideo Itami e Kassius Ohno. Il 19 agosto, a NXT TakeOver: Brooklyn III, Young e Wolfe hanno sconfitto gli Authors of Pain, conquistando così l'NXT Tag Team Championship per la prima volta. Wolfe e Young hanno vinto il match, ma anche Dain ha potuto difendere il titolo sotto la "Freebird Rule" (anche se la WWE non lo ha riconosciuto come campione). Nella puntata di NXT del 18 ottobre il match tra Young, Dain e Wolfe e l'Undisputed Era (Adam Cole, Bobby Fish e Kyle O'Reilly) è terminato in no-contest a causa dell'intervento degli Authors of Pain. Nella puntata di NXT del 1º novembre il match tra Young e Wolfe contro gli Authors of Pain valevole per l'NXT Tag Team Championship è terminato in no-contest a causa dell'intervento dell'Undisputed Era. Il 18 novembre, a NXT TakeOver: WarGames, i SAnitY hanno partecipato ad un WarGames match che includeva anche l'Undisputed Era e il team formato dagli Authors of Pain e Roderick Strong ma il match è stato vinto dai primi. Nella puntata di NXT del 29 novembre Dain e Young hanno perso l'NXT Tag Team Championship contro Bobby Fish e Kyle O'Reilly dopo 102 giorni di regno. Nella puntata di NXT del 7 febbraio i SAnitY hanno sconfitto l'Undisputed Era in un Six-man Tornado Tag Team match. Nella puntata di NXT del 14 marzo Wolfe e Young hanno sconfitto Riddick Moss e Tino Sabbatelli nei quarti di finale del Dusty Rhodes Tag Team Classic. Nella puntata di NXT del 28 marzo Wolfe e Young sono stati sconfitti dal WWE United Kingdom Champion Pete Dunne e Roderick Strong nelle semifinali del Dusty Rhodes Tag Team Classic.

#### SmackDown(2018–2019)
Dal 17 aprile 2018 sono stati mandati in onda dei video circa il debutto dei SAnitY a SmackDown. I SAnitY hanno fatto il loro debutto nella puntata di SmackDown del 19 giugno dove hanno attaccato brutalmente gli Usos. Nella puntata di SmackDown del 26 giugno i SAnitY sono stati sconfitti dallo United States Champion Jeff Hardy e gli Usos. Nella puntata di SmackDown del 10 luglio i SAnitY e i Bludgeon Brothers (Harper e Rowan) sono stati sconfitti dal Team Hell No e il New Day. Il 15 luglio, nel Kickoff di Extreme Rules, i SAnitY hanno sconfitto il New Day in un Tables match. Nella puntata di SmackDown del 24 luglio Wolfe e Dain sono stati sconfitti da Big E e Xavier Woods del New Day nella semifinale di un torneo per determinare i contendenti nº1 allo SmackDown Tag Team Championship dei Bludgeon Brothers. Nella puntata di SmackDown del 25 dicembre Dain, Wolfe e i The Bar sono stati sconfitti da Luke Gallows, Karl Anderson e gli Usos. Nella puntata di SmackDown del 2 aprile i SAnitY sono ritornati in azione come alleati di Shane McMahon per contrastare The Miz, ma sono stati sconfitti da quest'ultimo in un 3-on-1 Handicap Falls Count Anywhere match.
Con lo Shake-up del 15 aprile i SAnitY sono stati privati del loro leader Eric Young, mandato a Raw, segnando di fatto la fine della stable.

#### NXTeNXT UK(2019–2021)
Wolfe apparve per la prima volta ad NXT UK nella puntata registrata il 21 aprile, dove assieme al WWE United Kingdom Champion Walter, Fabian Aichner e Marcel Barthel fondò la stable nota come Imperium. Nella puntata di SmackDown dell'8 novembre l'Imperium fece un'apparizione nel roster principale attaccando gli Heavy Machinery. Nella puntata di Raw dell'11 novembre l'Imperium venne sconfitto da Kevin Owens, Seth Rollins e gli Street Profits. Nella puntata di NXT UK del 2 aprile Wolfe partecipò ad una 20-man Battle Royal per determinare il contendente n°1 all'NXT United Kingdom Championship di Walter ma venne eliminato. Nella puntata di NXT UK del 1º ottobre Wolfe venne sconfitto da Noam Dar (in un match arbitrato da Pete Dunne) nel primo turno del torneo per l'NXT UK Heritage Cup. Nella puntata di NXT del 1º maggio Wolfe venne sconfitto dal suo ex compagno di tag team Killian Dain (al termine del match venne attaccato da Aichner e Barthel segnando l'uscita di Wolfe dall'Imperium).
Il 21 maggio 2021 il contratto di Wolfe scadde e questi lasciò la WWE.

## Personaggio

### Mosse finali
- Death Valley driver
- Sitout powerbomb

### Soprannomi
- "The Axeman"

## Titoli e riconoscimenti
- East Side Wrestling
  - ESW Deutsche Meisterschaft Championship (1)

- German Stampede Wrestling
  - GSW Breakthrough Championship (1)
  - GSW Tag Team Championship (1) – con Ivan Kiev

- German Wrestling Federation
  - GWF Berlin Championship (1)

- Pro Wrestling Illustrated
  - 127º tra i 500 migliori wrestler singoli secondo PWI 500 (2018)

- Westside Xtreme Wrestling
  - wXw Shotgun Championship (2)
  - wXw Unified World Wrestling Championship (1)

- WWE
  - NXT Tag Team Championship (1) [2] – con Eric Young
  - NXT Year-End Award (1)
    - Tag Team of the Year (edizione 2017) - con Eric Young e Killian Dain